# Chaidari
Chaidari (griechisch Χαϊδάρι (n. sg.), traditionell auch griechisch Χαϊδάριον, Haidarion oder Chaidarion) ist eine Vorstadt im Nordwesten der griechischen Hauptstadt Athen.

## Geografie
Chaidari erstreckt sich am Fuße des Egaleo-Bergs bis zur Küste des Golfs von Elefsis im Westen. Es ist etwa sechs Kilometer nordwestlich der Akropolis gelegen, nördlich von Piräus, südöstlich von Eleusis, südlich der Attiki Odos und westlich des Kifissou-Boulevards (Autobahn 1). Es grenzt im Süden an Nikea, Perama, Keratsini, Korydallos und Agia Varvara, im Osten an Peristeri, im Nordosten an Petroupolis, im Norden an Aspropyrgos und im Westen an den Golf von Elefsis.
Der östliche Teil des Gemeindegebiets, der früher landwirtschaftlich genutzt war, wurde in den 1950er- bis 1980er-Jahren urbanisiert.
Im Norden des Gemeindegebiets befindet sich eine neue Klinik der Medizinischen Fakultät der Universität Athen.
Zum Gemeindegebiet gehört der Kiefernwald von Dafni im Westen und Südwesten. Markant sind das Militärgelände und die Werften von Skaramanga.

## Geschichte
Das Gemeindegebiet erstreckt sich entlang der „Heiligen Straße“, auf der sich alljährlich bei den  Eleusinischen Mysterien die Prozession von Athen nach Elefsis bewegte. Im Bereich der heutigen Gemeinde Chaidari befand sich in der Antike der attische dēmos Hermos. Hier wurde Publius Herennius Dexippus geboren.

### Griechischer Freiheitskampf
Während der griechischen Freiheitskämpfe fanden im Jahre 1826 in dem Gebiet von Chaidari im Abstand von zwei Tagen zwei Schlachten statt, die Schlacht von Chaidari am 6. August 1826 und am 8. August 1826 ein Kampf, bei dem Georgios Karaiskakis und der französische Philhellene Charles Nicolas Fabvier Kioutachi Pascha gegenübertraten.

### Konzentrationslager Chaidari
Unter der deutschen Besatzung wurde in Chaidari im Oktober 1943 ein Konzentrationslager eingerichtet, das vor allem der Aufnahme der zahlreichen Gefangenen diente, die bei Razzien in verschiedenen Teilen Athens gemacht wurden.
Die durchschnittliche Zahl der Inhaftierten belief sich auf 2000, insgesamt wurden im KZ Chaidari 1943/44 25.000 Gefangene untergebracht. 1900 von ihnen wurden hingerichtet, viele nach Deutschland deportiert. Juden aus Athen und anderen Teilen Griechenlands wurden von Chaidari aus in das Vernichtungslager Auschwitz-Birkenau deportiert.

## Bevölkerungsentwicklung
1955 hatte Chaidari 13.773 Einwohner, 1981 war die Bevölkerung auf 47.396 Personen angewachsen.

## Sehenswürdigkeiten
- Kloster Dafni: Die malerische Ruine des Klosters Dafni liegt in einem Kiefernwald an der Heiligen Straße an einem niedrigen Pass durch das Egaleo-Gebirge. Hier befand sich schon in der Antike ein Tempel des Apollo. Südwestlich des Klosters befindet sich eine Höhle, in der seit dem 5. Jahrhundert v. Chr. Pan und die Nymphen verehrt wurden. Westlich des Klosters befand sich ein Heiligtum der Aphrodite aus klassischer Zeit, von dem nur noch geringe Reste erkennbar sind.
- Palataki-Turm
- Diomedeios Botanischer Garten, botanischer Garten der Universität Athen mit 1,5 km² Fläche

## Bürgermeister
Bürgermeister ist seit Anfang 2007 Dimitris Maravelias.

## Sport
Der 1937 gegründete Fußballklub A. O. (FC) Chaidari spielt derzeit in der zweiten Liga.